# Thripadectes
Genre
Le genre Thripadectes regroupe sept espèces de passereaux d'Amérique latine appartenant à la famille des Furnariidae.

## Liste des espèces
D'après la classification de référence du Congrès ornithologique international (ordre phylogénique) :
- Anabate uniforme — Thripadectes ignobilis
- Anabate des ravines — Thripadectes rufobrunneus
- Anabate à bec noir — Thripadectes melanorhynchus
- Anabate strié – Thripadectes holostictus
- Anabate à tête striée — Thripadectes virgaticeps
- Anabate flammé — Thripadectes flammulatus
- Anabate inca — Thripadectes scrutator